# Заволжское кладбище
Заволжское кладбище — кладбище в городе Ульяновск. Площадь составляет 45 га. Совершено порядка 46500 захоронений. Располагается в Заволжском районе Ульяновска. В настоящее время кладбище закрыто для новых захоронений, допускаются родственные подзахоронения.

## История
Кладбище было открыто в 1989 году при строительстве Нового города. Получило название «Архангельское» по расположенному рядом селу Архангельское. При создании в 2004 году городского округа Ульяновск территория кладбища вошла в состав Заволжского района Ульяновска и стало называться «Заволжское кладбище» («Заволжье-2»). В 2000-х годах на кладбище была построена часовня Иконы Божией Матери «Взыскание Погибших». К 2023 году мест для захоронений не осталось.

## Известные люди, похороненные на кладбище
Здесь похоронены:
- Погибшие члены экипажа катастрофы Ан-124 под Керманом[11][12][13]
- Погибшие заложники террористического акта в Бамако[14]
- На Аллее Славы похоронены спортсмены-альпинисты погибшие при восхождении на Эльбрус[15][16][17].

На кладбище похоронены: М. И. Лимасов; Ю. И. Латышев; Е. З. Мельников; Герой Советского Союза И. М. Будилин; Герои Российской Федерации: Р. В. Игошин, Д. М. Сорокин, А. В. Шишков; Т. Т. Пятаев; Герои Социалистического Труда: А. Н. Симанский, И. П. Тытыш, контр-адмирал И. И. Вереникин  и др.

## Галерея

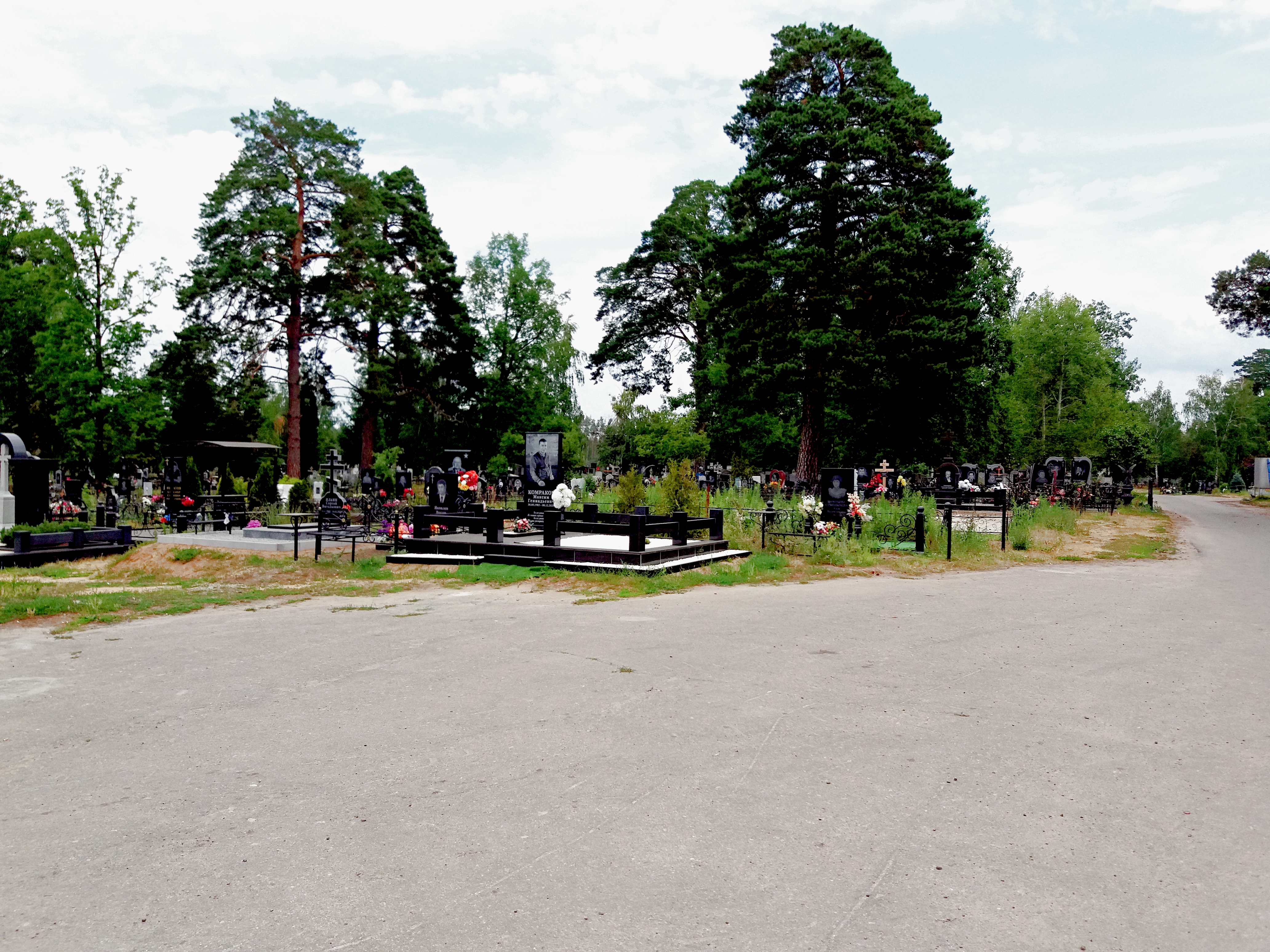
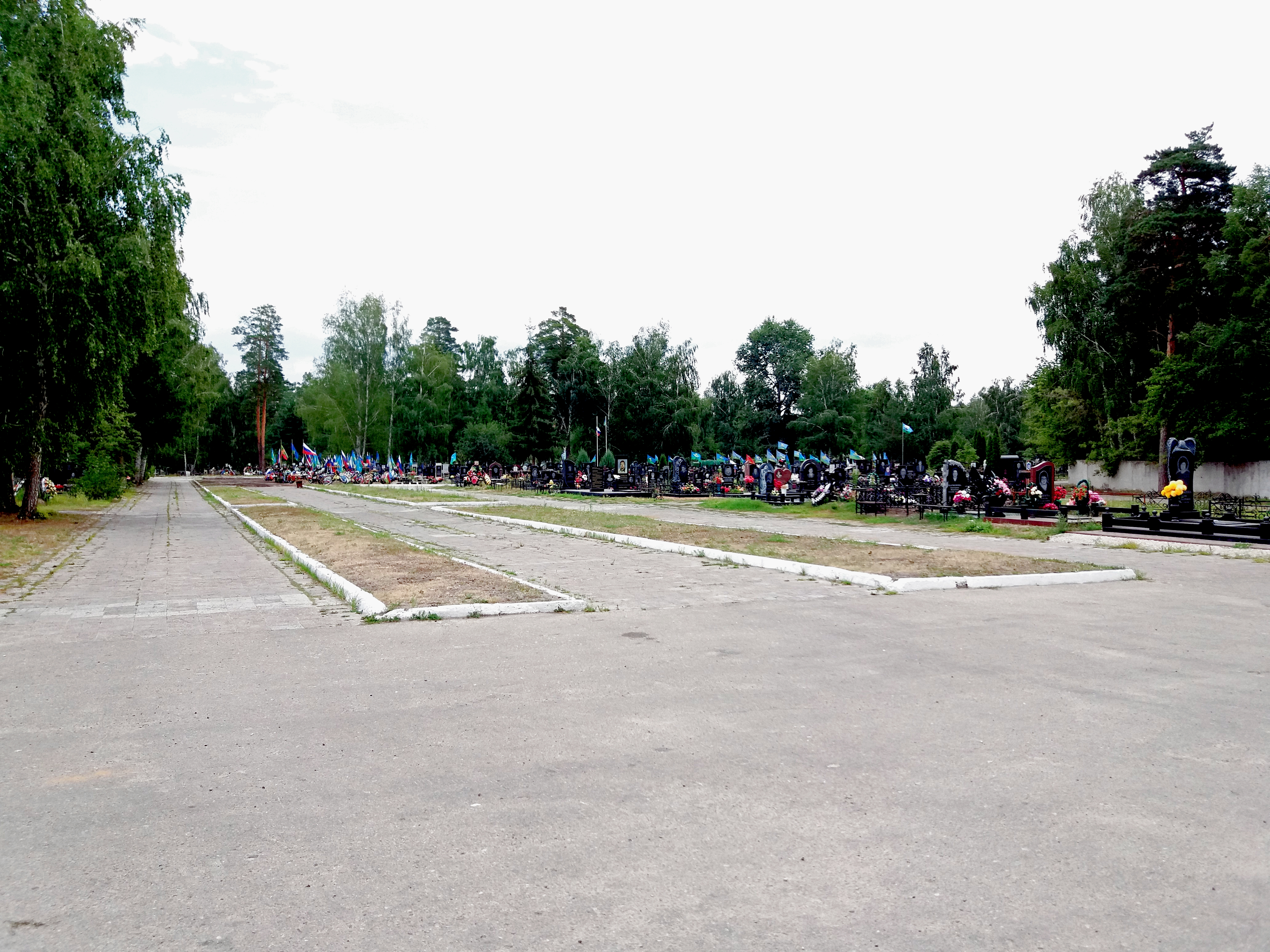
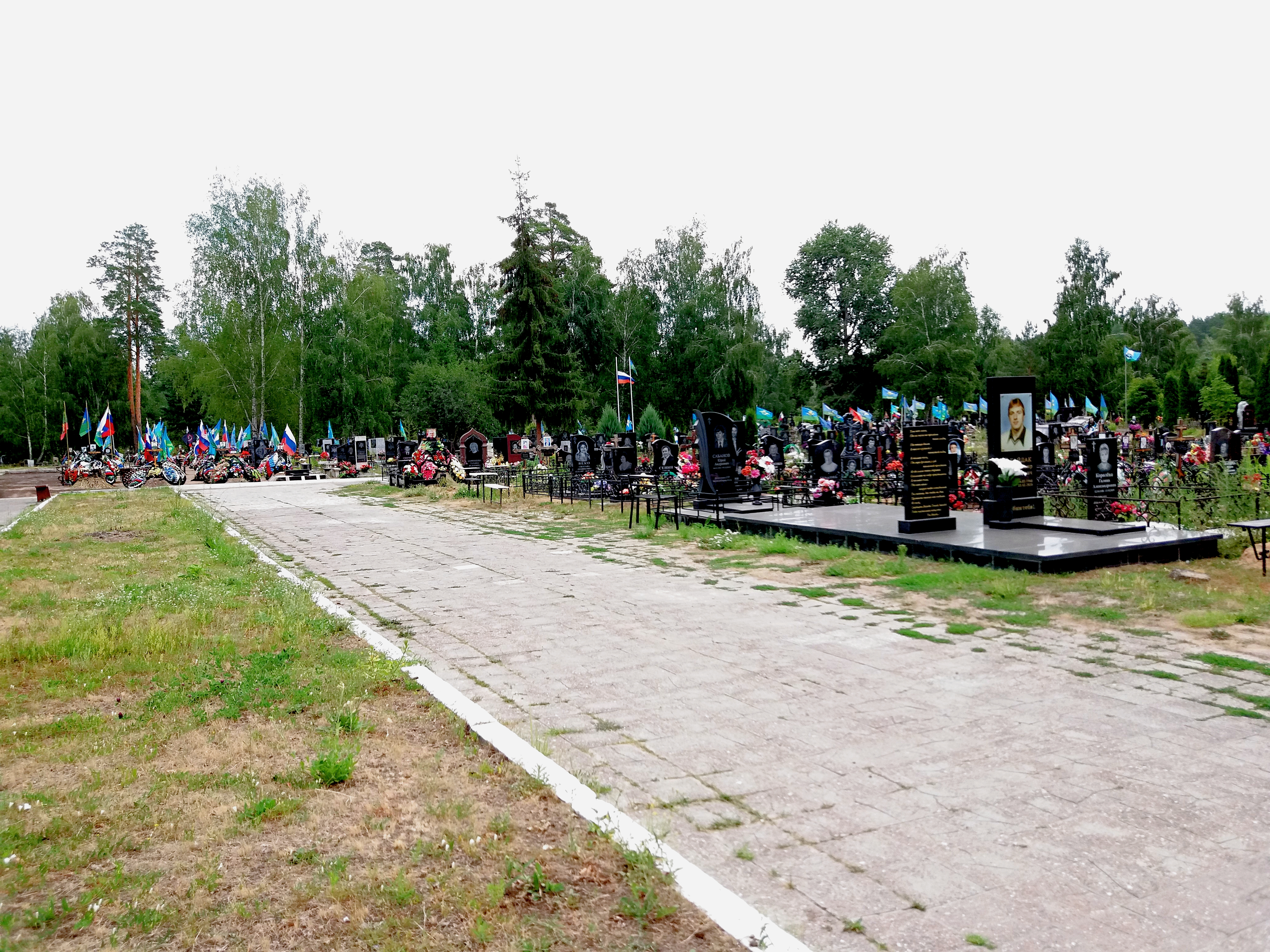